# Resedabi
Resedabi, Hylaeus signatus, är ett bi som är medlem av familjen korttungebin och släktet citronbin. Arten kallas även resedacitronbi och punkterat citronbi.

## Beskrivning
Resedabiet är ett litet bi med en kroppslängd på 7 till 10 mm. Det är helsvart så när som den gulvita ansiktsmasken, som hos honan bara består av två vertikala, gula fläckar på sidorna av ansiktet, ibland kan dessutom dessa fläckar saknas, medan hanen förutom sidofläckarna, som är längre än hos honan, har pannan och clypeus (munskölden) gulvita. Främre delen av mellankroppen, hos hanen även den bakre delen, har dessutom gula streck. På tergit 1 har arten ett vitt hårband; hos hanen bara på sidorna. Tergit 1 är dessutom tydligt punkterad. Även bakskenbenen har gulvita teckningar upptill.

## Ekologi
Habitatet utgörs av marker där näringsväxten reseda växer, som markstörda områden, gärna på kalkgrund, ruderatmarker, bangårdar, hamnanläggningar, sand- och lertag, stenbrott, flodbankar, dikes- och vägrenar, sanddyner, vingårdar, trädgårdar och bergsterräng. I Alperna går den upp till 1 500 m.
Arten är strikt oligolektisk, det vill säga specialiserad på att hämta pollen från  ett litet fåtal födoväxter, i detta fallet resedor, i synnerhet vad gäller polleninsamling; främst besöker den färgreseda, gulreseda och vitreseda. Även nektar hämtas till stor del från resedor, men även växter från hallonsläktet (familjen rosväxter), kålsläktet (korsblommiga växter), monkesläktet (klockväxter) och röllikesläktet (korgblommiga växter) besöks.
Larvbona kan inrättas i gamla stjälkar av robustare växter som rosor och björnbär, i insektsgångar i dött trä eller i murfogar. Arten flyger i norra delen av sitt utbredningsområde från slutet av juni till och med juli. Boet kan angripas av boparasiten slätsprötad bistekel, vars larv dödar värdägget eller -larven, för att sedan leva av den insamlade näringen..

## Utbredning
Arten finns från västra Nordafrika, Syd- och Mellaneuropa med nordgräns i norra England, Danmark och norra Tyskland samt österut till Kaukasus. Dessutom finns isolerade förekomster i Sverige där den först påträffades i Bergianska trädgården i Stockholm 1963. Senare har den även setts i Malmö, Lund, Trelleborg, Halmstad, Falköping, Mjölby, Åmål, Avesta och Gotland. Den är emellertid en sällsynt art.
Arten är rödlistad i Sverige som nära hotad ("NT"). Främsta hotet är giftspridning på bangårdar; igenfyllning av gotländska sandtag innebär också ett problem.
I Finland har den påträffats en gång, i Kajsaniemi botaniska trädgård i Helsingfors 1958. Finlands Artdatacenter tar dock inte upp arten i sin förteckning över bedömda arter.